# Alex O'Loughlin
Alex O'Loughlin, född 24 augusti 1976 i Sydney, är en australisk skådespelare, känd för sina roller i filmen "The Back-up Plan", Oyster Farmer, Feed och TV-serierna Hawaii Five-0 och Moonlight.
Han är av irländsk och skotsk härkomst. Han utbildades på Macquarie Primary School. 

## Filmografi
- 2009 – Three Rivers (TV-serie)